# Assassinato de Samuel Eberth de Melo
O assassinato de Samuel Eberth de Melo, de 41 anos de idade, no município de Santo Antônio da Patrulha, no Rio Grande do Sul, entre 02 e 11 de junho de 2023, quando o corpo foi encontrado. Diego Gabriel da Silva, um empresário da cidade de Novo Hamburgo que tinha uma dívida de 5 milhões com a vítima, foi preso junto com outro homem que o teria ajudado a cometer o crime.  
O caso aconteceu apenas algumas semanas após o corpo do ator e produtor Jeff Machado ter sido descoberto enterrado a 2 metros de profundidade, num crime que chocou o Brasil.

## Contexto
Pai de três filhos, Samuel era empresário do ramo automobilístico e negociava carros com Diego, que era seu parceiro comercial, há cerca de quatro meses.. Depois de ter enviado 44 veículos sem receber o pagamento, ele ficou desconfiado e viajou até Novo Hamburgo, cidade sede da empresa do gaúcho, para fazer a cobrança. 
| “ | Houve uma negociação nesses últimos seis meses. Pelo que apuramos, (Samuel) vendeu dois carros, depois cinco, depois 10, depois 15. E aí uma grande quantidade, que chega a 44 veículos, que nós apuramos até agora. E a esses 44 veículos não houve pagamento do empresário gaúcho para o empresário mineiro. Aí o empresário mineiro vem ao Rio Grande do Sul buscar 11 veículos e se deu o crime. | ” |
|   | — Mário Souza, diretor do Departamento de Homícidios e Proteção à Pessoa (DHPP) da Polícia Civil do Rio Grande do Sul. |   |

Já Diego, morador do bairro Canudos, era conhecido comum exímio vendedor de carros e tinha grandes parceiros comerciais, inclusive em Porto Alegre. No entanto, ele também respondia a seis processos por estelionato. 

## Crime
Samuel chegou a Novo Hamburgo no dia 1º de junho de 2023 e se hospedou num hotel, mantendo contato com a família até o início da tarde do dia 02. Numa das mensagem enviadas disse à namorada que não havia encontrado os carros que queria levar de volta para Minas Gerais por falta de pagamento. Após não terem mais notícias do mineiro, o pai, um irmão e um cunhado viajaram até Novo Hamburgo no dia 03, onde procuraram Diego, que disse que o sócio havia feito uma viagem rápida. Os familiares, que sabiam da dívida, desconfiaram e procuraram a polícia.    
| “ | Você acredita que os carros não tão aqui? Acabei de chegar aqui e tem só alguns carros. Ai, meu Deus do céu, sabia que tinha alguma coisa. Vou ver se vou lá na cidade, na outra loja. Onde que ele colocou esses carros, o que ele fez com esses carros? | ” |
|   | — Samuel em mensagem enviada para a namorada. |   |

## Investigações
Diego levantou as suspeita das autoridades por dar depoimentos contraditórios, o que foi essencial para dar um fio condutor à investigações. Seguindo pistas como imagens em câmeras de videomonitoramento, passagens por pedágio e imagens das redes sociais da vítima, policiais delimitaram, inicialmente, uma vasta área de buscas entre Novo Hamburgo até o litoral norte gaúcho. 
No entanto, o rastreamento do sinal do telefone celular do empresário mineiro levou os investigadores a Santo Antônio da Patrulha, cidade que fica a 80 quilômetro da capital gaúcha Porto Alegre. Uma denúncia anônima feita no dia 07 revelou que o corpo estaria numa casa abandonada na zona rural da cidade. As buscas na cidade duraram quatro dias e contaram com a participação de 70 profissionais (bombeiros militares, brigadianos e policiais civis), além de cães farejadores. Foi um dos animais que encontrou uma pista importante: um óculos, que um dos policiais reconheceu como sendo da vítima por uma fotografia numa rede social. 
O corpo de Samuel foi encontrado perto de um riacho, enrolado numa lona, coberto por folhas, telhas e outros objetos. A lona, conforme os peritos, é a mesma comprada por Diego numa ferragem em Santo Antônio da Patrulha. O acusado também comprou duas pás e uma enxada. 
| “ | Nós abrimos toda essa lona, toda a extensão dela, e realizamos as medições dela junto ao Instituto Geral de Perícias, que dão conta de que são três metros de lona. Exatamente o que ele comprou, como consta na filmagem e no cupom fiscal. | ” |
|   | — Marcela Ehler, delegada. |   |

A autópsia do corpo revelou que Samuel foi morto com 9 tiros dados pelas costas. Para emboscar Samuel, Diego disse à vitima que parte dos carros estavam sendo expostos numa feira na cidade de Santo Antônio da Patrulha. 
| “ | Os carros não tão aqui porque 'tavam' numa feira, tá tendo uma feira lá em Santo Antônio da Patrulha, aí vai voltar com todos os carros pra loja. | ” |
|   | — Samuel em mensagem para um amigo. |   |

### Esquema de lavagem de dinheiro e sonegação de impostos
Segundo o Jornal NH, o crime pode ter levado à descoberta de uma rede de empresários ligada à lavagem de dinheiro e sonegação de impostos. Neste caso, Diego agiria como atravessador, repassando os carros que os revendedores sem o pagamento de impostoss, o que barateava os veículos e facilitava sua venda. 

## Prisão, julgamento e pena
Diego foi preso no dia 04 de junho e o outro homem, no dia 10. Eles cumprem prisão preventiva e foram indiciados em julho de 2023. 